# IC 624
IC 624 је спирална галаксија у сазвјежђу Секстант која се налази на листи објеката дубоког неба у Индекс каталогу.
Деклинација објекта је - 8° 20' 3" а ректасцензија 10h 36m 15,3s. Привидна величина (магнитуда) објекта IC 624 износи 13,2 а фотографска магнитуда 14,1. IC 624 је још познат и под ознакама MCG -1-27-26, PGC 31426.